# Isabella av Portugal
För andra betydelser, se Isabella av Portugal (olika betydelser).
Isabella av Portugal, född 24 oktober 1503 i Lissabon, död i 1 maj 1539 i Toledo, var en spansk drottning och tysk-romersk kejsarinna. Hon var gift med sin kusin Karl V, tysk-romersk kejsare och kung av Spanien och  ställföreträdande regent i Spanien under sin makes frånvaro 1529–32 och 1535–39.

## Biografi

### Tidigt liv
Isabella var dotter till Manuel I av Portugal och Maria av Aragonien. Hon fick en för tiden avancerad uppfostran enligt renässansens ideal. När hennes mor avled 1517, lämnade hon efter sig ett testamente där hon föreskrev att hennes döttrar antingen skulle gifta sig med kungar eller med legitima kungasöner eller bli nunnor. 

### Giftermål
Det föreslogs tidigt att hon skulle gifta sig med sin kusin Karl V. Karl arrangerade 1518 ett äktenskap mellan sin syster Eleonora och Isabellas far. Karl V trolovades 1521 med den blivande Maria I av England. Isabella förklarade att hon antingen skulle gifta sig med Karl eller gå i kloster. 
Karl V bröt 1525 sin trolovning med Maria, då han behövde en tronarvinge och Maria var så ung att deras äktenskap inte kunde äga rum på många år. Istället arrangerades ett dubbeläktenskap mellan Isabella och Karl V och Isabellas bror Johan III och Karl V:s syster Katarina. Isabella ansågs vara ett perfekt val: hon var gammal nog att genast kunna föda arvingar, och talade flytande spanska och hon förde med sig en förmögenhet i hemgift, som hjälpte upp den spanska ekonomin som skadats av de Italienska kriget 1521–1526. 
En första vigseln ägde rum genom ombud i Portugal 1525. En andra vigsel ägde rum i Sevilla i Spanien 10 mars 1526.  Äktenskapet var arrangerat, men Isabella och Karl uppges ha blivit ömsesidigt förälskade i varandra efter giftermålet, och beskrivs som lyckligt gifta, och att Karl inte hade någon mätress utan var trogen sågs som anmärkningsvärt. 

### Kejsarinna och regent
Isabella beskrevs som vacker och intelligent. Hennes skönhet blev omtalad på sin tid och hon avmålades flera gånger av Tizian. Hennes intelligens uppmärksammades under hennes regentskap. Hon var regent i Spanien under makens frånvaro 1529–32 och 1535–39. 
Karl V, som var härskare över en stor mängd stater samtidigt, tillbringade sin tid på ständig resa mellan sina riken, och utnämnde därför medlemmar av sin familj och släkt att regera de olika territorierna under hans frånvaro. Enligt denna princip utnämnde överlät han sina österrikiska stater och det heliga romerska riket på bror Ferdinand, Nederländerna till sin moster Margareta (och därefter sin syster Maria),  medan han utnämnde sin hustru Isabella till ställföreträdande regent över Spanien varje gång han var frånvarande därifrån. Som Spaniens regent regerande hon också över Nya Spanien (Latinamerika), som var underställt Spanien. 
Hon var regent 1529 när kejsaren reste till Cortes de Monzón vid mötet med den representativa församlingen i kungariket Aragonien; från slutet av 1529 till 1533, när han lät kröna sig i Bologna, och medan han drev kriget mot det osmanska riket; återigen 1535 och 1536 under Algerexpeditionen och det tredje kriget mot Valois; 1537 med anledning av den nya Cortes de Monzón; och slutligen i april 1538, när vapenvilan i Nice förhandlades fram. 
Till en början regerade Isabella främst genom att följa de råd hon fick från de rådgivare hennes make hade utsett åt henne, men efter hand som hennes erfarenhet växte kom hon att regera alltmer självständigt, och så småningom kunde hon även ifrågasätta Karls initiativ då han var närvarande. Hon omtalas som en effektiv och kompetent regent. Hon stod som regent i ständig brevväxling med Karl under hans frånvaro, och deras brev handlade främst om politik. Hon var en beskyddare av renässansen i Spanien, både ifråga om konst och utbildning. 

### Död och eftermäle
Isabella avled ett par veckor efter nedkomsten av sitt femte barn, troligtvis i influensa. 
År 1580 erövrade hennes son Portugals tron med hänvisning till hennes arvsanspråk.

## Barn
1. Filip II av Spanien (1527–1598)
2. Maria av Habsburg (1528–1603; gift med kejsar Maximilian II)
3. Ferdinand (född och död 1530)
4. Johanna (1537–1573; gift med Johan av Portugal)
5. Johan (född och död 1539)[9]